# CD3
En immunologia la molècula CD3 és un complex proteic dels mamífers compost de quatre cadenes diferents (CD3γ, CD3δ i dues vegades el CD3ε) que s'associen amb unes altres molècules conegudes com a receptor dels limfòcits T (TCR) i la cadena ζ per generar un senyal d'activació dels limfòcits T.
La cadena-ζ del TCR conforma juntament amb el CD3 el complex TCR.
Les cadenes CD3γ, CD3δ i CD3ε estan altament relacionades amb les proteïnes de superfície cel·lular de la superfamília de la immunoglobulina, contenint un únic domini extracel·lular d'immunoglobulina.
Les regions transmembrana de les cadenes CD3 estan carregades negativament, una característica que els permet associar-se a les cadenes carregades positivament del TCR (TCRα i TCRβ).
Les cues intracel·lulars de les molècules de CD3 conserven un únic motiu conservat conegut com a motiu d'activació basat en la tirosina (ITAM) que és essencial per a la capacitat de senyalització del TCR.
La fosforilació de l'ITAM fa que el CD3 esdevingui capaç d'unir-se a l'enzim ZAP70 (proteïna zeta associada), una cinasa que és important en la senyalització de la cascada de la cèl·lula T.